# Gare de Vichy
Gare de Vichy vasútállomás Franciaországban, Vichy településen.

## Vasútvonalak
Az állomást az alábbi vasútvonalak érintik:
- Saint-Germain-des-Fossés-Darsac-vasútvonal
- Vichy-Riom-vasútvonal

## Kapcsolódó állomások
A vasútállomáshoz az alábbi állomások vannak a legközelebb:
- Gare de Moulins-sur-Allier
- Gare de Saint-Germain-des-Fossés
- Gare de Roanne
- Gare de Riom - Châtel-Guyon